# Mezzo respiro (singolo)
Mezzo respiro è un singolo del gruppo musicale italiano Dear Jack, pubblicato il 10 febbraio 2016 come primo estratto dall'omonimo album.

## Descrizione
Terza traccia dell'album, Mezzo respiro è il primo brano pubblicato dal gruppo insieme al cantante Leiner Riflessi ed è stato presentato per la prima volta dal vivo in occasione della loro partecipazione al Festival di Sanremo 2016.

## Video musicale
Il video è stato reso disponibile il 10 febbraio 2016 attraverso il canale YouTube del gruppo.

## Classifiche
| Classifica (2016) | Posizione massima |
| ----------------- | ----------------- |
| Italia            | 69                |